# Gândacul rinocer
Gândacul rinocer (Oryctes nasicornis) este una din cele mai mari specii de gândaci de pe Pământ având în jur de 2- 4 cm și, în comparație cu mărimea sa, este și cel mai puternic animal deoarece poate ridica până la de 850 de ori propria greutate. 
Gândacul-rinocer mai este cunoscut și sub denumirea de „caraban”, „nasicorn” sau „taurul lui Dumnezeu”. Denumirea de „gândac-rinocer” vine de la faptul că masculul prezintă un corn impozant în frunte, curbat spre spate, care se aseamănă perfect cu un corn de rinocer. Femela nu are un astfel de corn, ci doar punctuații rugoase și o convexitate pe frunte.
În unele țări, acești gândaci sunt puși să se lupte între ei pentru pariuri.

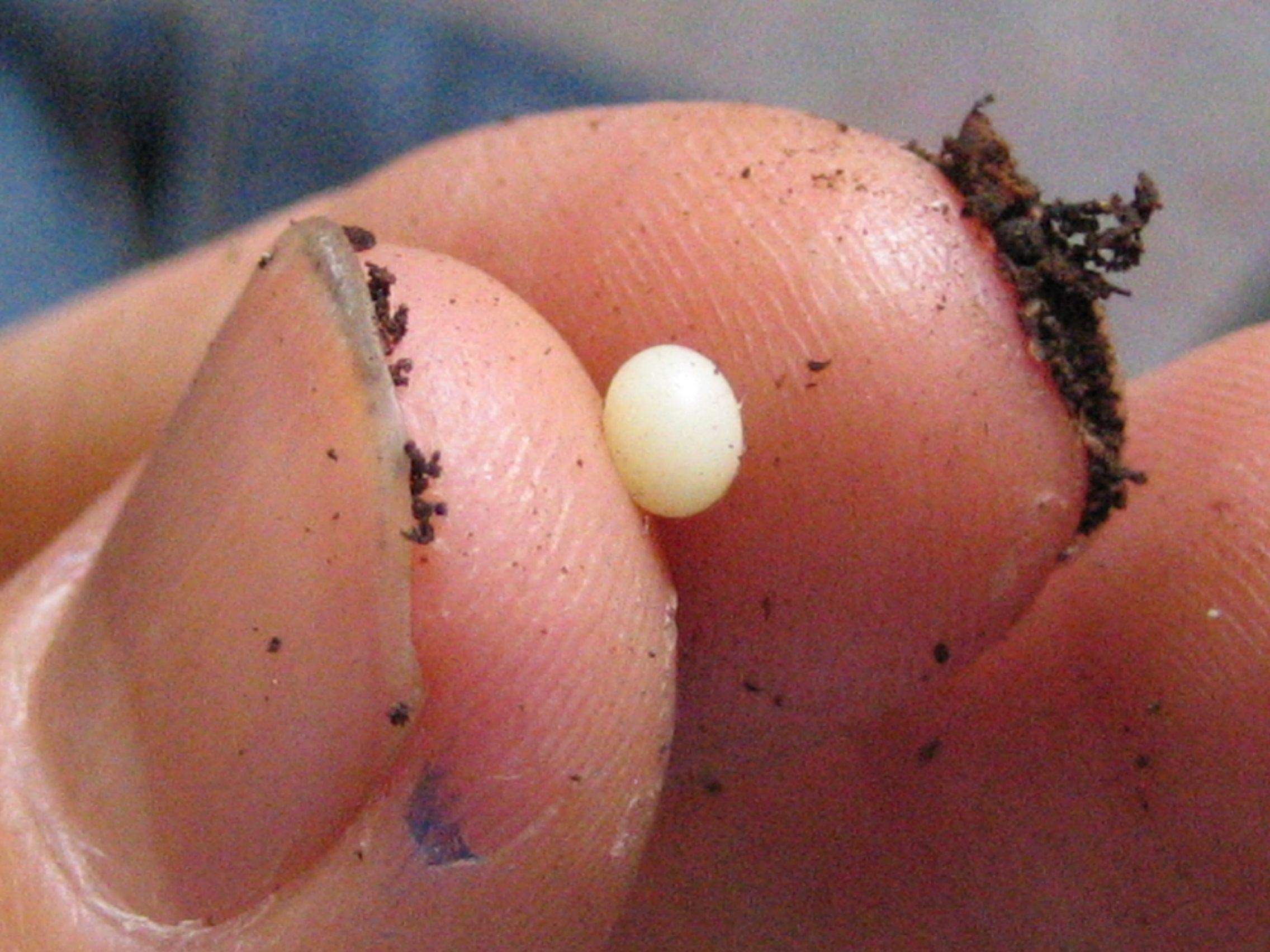
Ou
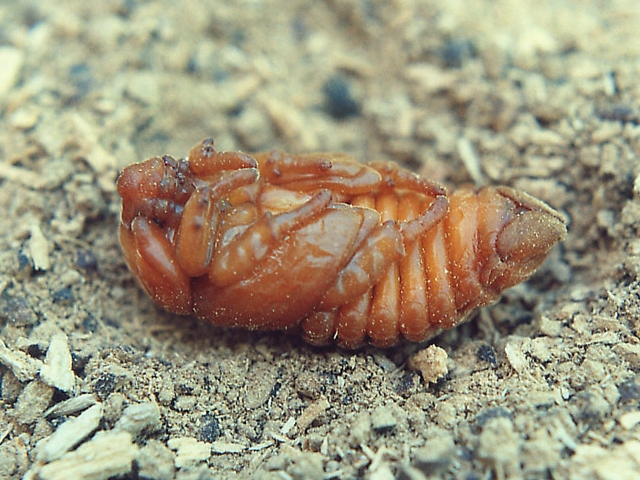
Pupă
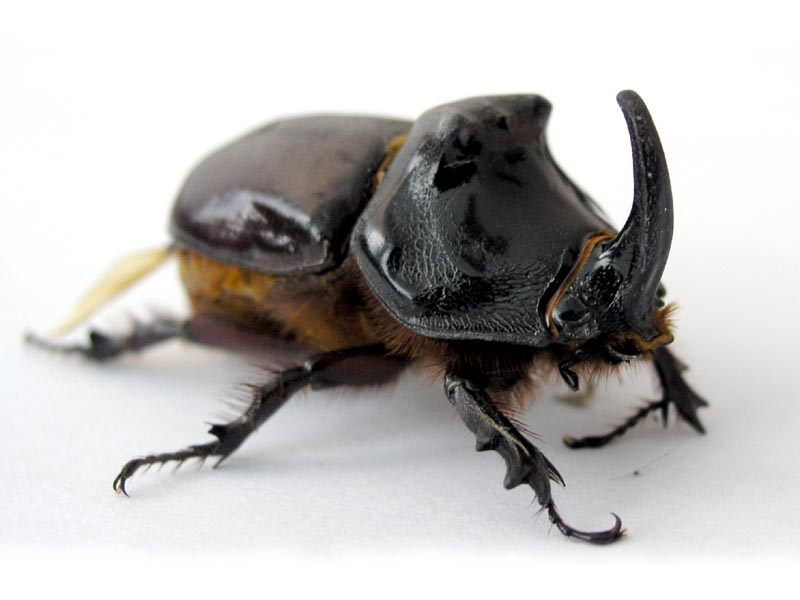
Adult ♂
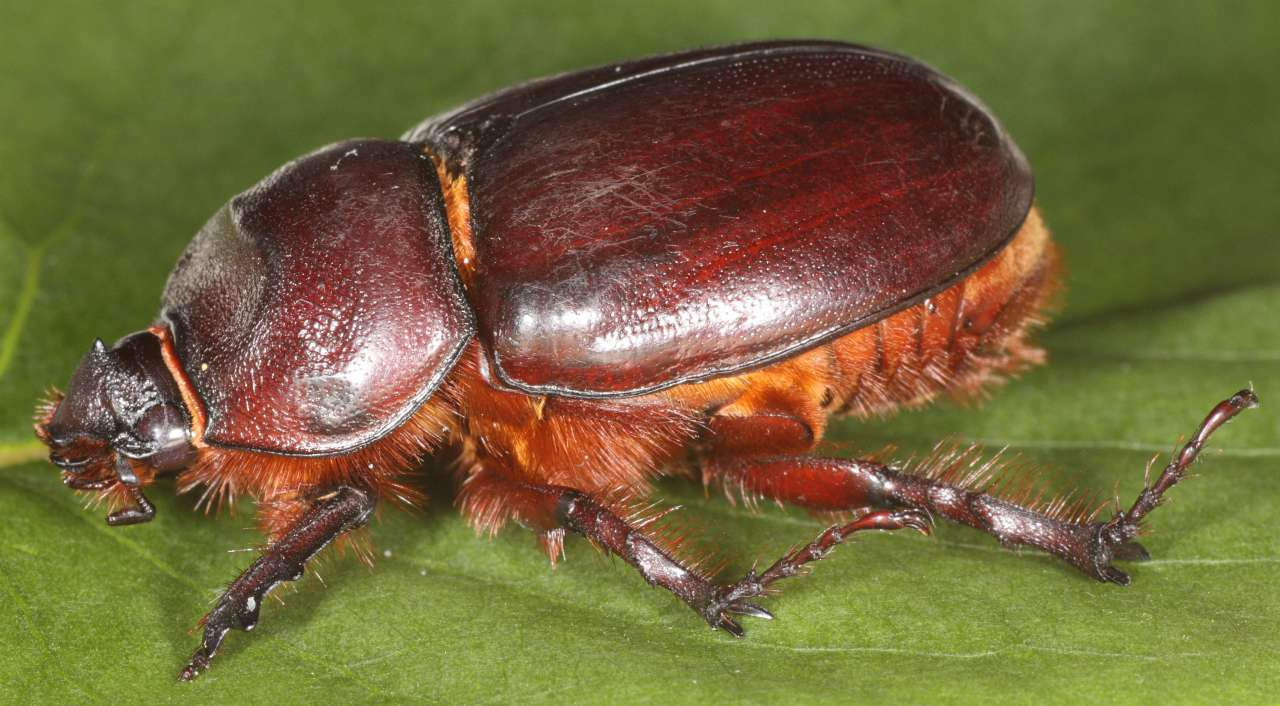
Adult ♀
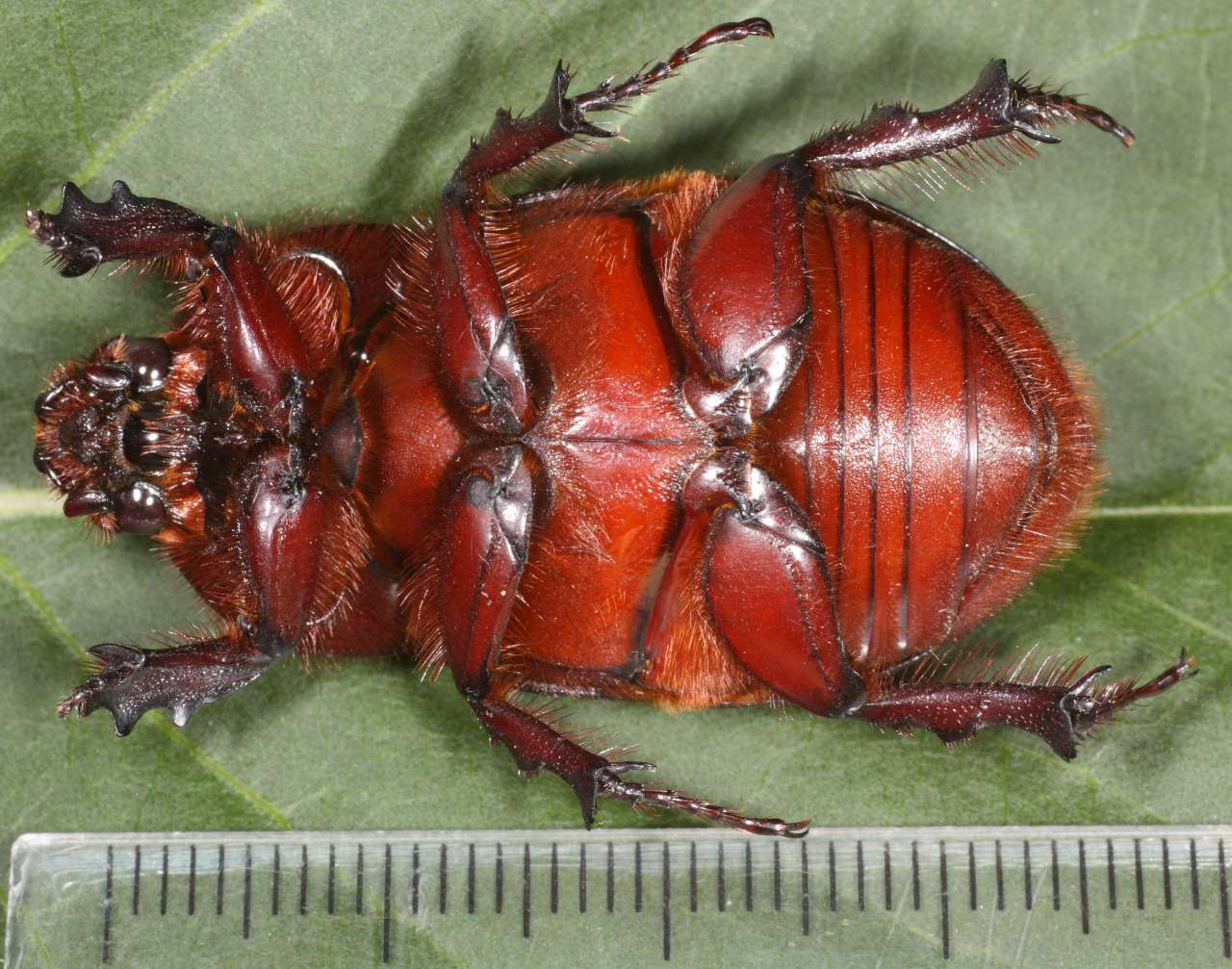

## Metamorfoza
Acești gândaci trăiesc în jur de 3-4 ani în stadiul de larvă. După ce ajung în stadiul de insectă adultă, primăvara, masculii ajutați de corn se luptă între ei pentru femele; după împerechere aceștia mor.

## Habitat
Gândacii rinocer își au habitatul în scoarța copacilor dar și în rumegușul acestora, unde se găsesc larvele.